# Oberonia langbianensis
Oberonia langbianensis är en orkidéart som beskrevs av François Gagnepain. Oberonia langbianensis ingår i släktet Oberonia och familjen orkidéer. Inga underarter finns listade i Catalogue of Life.